# Green (R.E.M.-album)
Az 1988-as Green a R.E.M. hatodik nagylemeze, az első a Warner Bros. gondozásában. A kiadó leváltására azért került sor, mert az előző albumokat az I.R.S. Records nem reklámozta az Egyesült Államokon kívül megfelelően. A Warner Bros.-szal kötött tízmilliós szerződés értelmében az együttes teljes tulajdonjogot kapott a dalok felett.
A kritikusok dicsérték, szinte azonnal duplaplatina lett az Egyesült Államokban, ahol a 12. helyig jutott. A Brit albumlistán a 27. helyig jutott, ez volt az első aranylemezük az országban. Az albumról két dal (Orange Crush, Stand) jutott a Modern Rock Tracks lista élére.
Az album szerepel az 1001 lemez, amit hallanod kell, mielőtt meghalsz című könyvben.

## Az album dalai
| 1. | Pop Song 89            | Bill Berry, Peter Buck, Mike Mills, Michael Stipe | 3:04 |
| 2. | Get Up                 | Berry, Buck, Mills, Stipe                         | 2:39 |
| 3. | You Are the Everything | Berry, Buck, Mills, Stipe                         | 3:41 |
| 4. | Stand                  | Berry, Buck, Mills, Stipe                         | 3:10 |
| 5. | World Leader Pretend   | Berry, Buck, Mills, Stipe                         | 4:17 |
| 6. | The Wrong Child        | Berry, Buck, Mills, Stipe                         | 3:36 |

| 1. | Orange Crush          | Berry, Buck, Mills, Stipe | 3:51 |
| 2. | Turn You Inside-Out   | Berry, Buck, Mills, Stipe | 4:16 |
| 3. | Hairshirt             | Berry, Buck, Mills, Stipe | 3:55 |
| 4. | I Remember California | Berry, Buck, Mills, Stipe | 4:59 |
| 5. | 11                    | Berry, Buck, Mills, Stipe | 3:10 |

## Közreműködők

### R.E.M.
- Bill Berry – dob, háttérvokál, basszusgitár a You Are the Everything, The Wrong Child és Hairshirt dalokon
- Peter Buck – gitár, mandolin, dob az 11-en
- Mike Mills – basszusgitár, billentyűk, tangóharmonika, háttérvokál
- Michael Stipe – ének

### További zenészek
- Bucky Baxter – pedal steel gitár a World Leader Pretend-en
- Jane Scarpantoni – cselló a World Leader Pretend-en
- Keith LeBlanc – ütőhangszerek a Turn You Inside-Out-on

### Produkció
- Bill Berry – producer
- Peter Buck – producer
- Thom Cadley – hangmérnök (Bearsville)
- Jem Cohen – fényképek
- George Cowan – hangmérnök (Bearsville)
- Jay Healy – hangmérnök
- Tom Laune – hangmérnök (Ardent)
- Scott Litt – producer, hangmérnök
- Bob Ludwig – mastering
- Jon McCafferty – csomagolás és fényképek
- Mike Mills – producer
- Frank Olinsky and Manhattan Design – csomagolás
- Michael Stipe – producer, csomagolás, fényképek
- Michael Tighe – fényképek

## Fordítás
Ez a szócikk részben vagy egészben a Green (R.E.M. album) című angol Wikipédia-szócikk ezen változatának fordításán alapul.  Az eredeti cikk szerkesztőit annak laptörténete sorolja fel. Ez a jelzés csupán a megfogalmazás eredetét és a szerzői jogokat jelzi, nem szolgál a cikkben szereplő információk forrásmegjelöléseként.